# Polybetes pallidus
Polybetes pallidus là một loài nhện trong họ Sparassidae.
Loài này thuộc chi Polybetes. Polybetes pallidus được Cândido Firmino de Mello-Leitão miêu tả năm 1941.